# Tupaia nicobarica
Tupaia nicobarica är en däggdjursart som först beskrevs av Johann Zelebor 1869.  Tupaia nicobarica ingår i släktet Tupaia och familjen spetsekorrar. IUCN kategoriserar arten globalt som starkt hotad.
Denna spetsekorre förekommer på Andamanerna och Nikobarerna i Indiska oceanen. Den vistas i låglandet och i bergstrakter upp till 1000 meter över havet. Habitatet utgörs av regnskogar. Individerna klättrar i träd och går på marken.

## Underarter
Arten delas in i följande underarter:
- T. n. nicobarica
- T. n. surda